# 12445 Sirataka
12445 Sirataka eller 1996 HE2 är en asteroid i huvudbältet som upptäcktes den 24 april 1996 av den japanske amatörastronomen Tomimaru Okuni vid Nanyō-observatoriet. Den är uppkallad efter staden Sirataka.
Asteroiden har en diameter på ungefär 11 kilometer.